# ششکوو (استان اوپوله)
ششکوو (به لهستانی: Szyszków) یک منطقهٔ مسکونی در لهستان است که در گمینا پراشکا واقع شده‌است.